# Megalanceoloides remipes
Megalanceoloides remipes is een vlokreeftensoort uit de familie van de Megalanceolidae. De wetenschappelijke naam van de soort is voor het eerst geldig gepubliceerd in 1932 door K.H. Barnard.